# 山本正之'88
山本正之'88は、山本正之の初のオリジナル・アルバムである。1988年にLP盤とCDが同時発売され、1992年にCDのみ廉価版が再発売された。

## 内容
『タイムボカンシリーズ』や『J9シリーズ』の主題歌や劇伴、『燃えよドラゴンズ!』や他のアーティストへの楽曲提供がメインだった山本の、初のオリジナルアルバム。1983年以降から行われているオリジナルライブや、1987年にリリースされた『究極超人あ～る』のイメージアルバムが好評を受けてのものであり、収録曲は『あ～る』やシングルCDを再録したものが多い。

## 収録曲
作詞、作曲、歌は全て山本。
1. オマタセマンの歌（4：02）
（編曲：田中公平）
山本のアルバムの最初を飾る事の多い「ナントカマンシリーズ」の第一弾。アニメ番組の主題歌のような曲調が特徴で、ブックレットにはオリジナルヒーロー「オマタセマン」が岡本英郎によって描かれている。『タイムパトロール隊オタスケマン』の主題歌『オタスケマンの歌』のセルフパロディでもあり、タイムボカンシリーズ関連の資料にもこの曲についての記述がある。なお、クレジットされてはいないがピンクピッギーズもコーラスで参加している。
2. 戦国武将のララバイ（4：51）
（編曲：藤原いくろう）
ナントカマンシリーズと同様にアルバムへの収録率が高い「歴史シリーズ」の第一弾。冒頭に登場人物に因んだ駄洒落が入るのが特徴で、「織田信長や豊臣秀吉、徳川家康は実は臆病だった」という独自の解釈を元に戦争の空しさを歌った曲。なお、後に『才能の本能』において、歌詞を名古屋弁や三河弁に置き換えた『戦国武将のララバイ―原語版』が収録された。
3. やあ。（2：54）
　（編曲：山本正之/コーラス：ゆうきまさみ、戸的あき、なかおみき＆ピンクピッギーズ）
『究極超人あ～る』のイメージアルバムからの再録。いわゆる「山本節」が強く現れており、語呂合わせをベースとした歌詞は非常にテンポが良い。
4. おぢさんシンドローム（3：51）
（編曲：田中公平/歌：山本正之＆ピンクピッギーズ）
EP盤のシングルを再録したもので、くたびれた中年サラリーマンへのアンチテーゼを歌った曲。なお、川上とも子がピンクピッギーズとして初めてコーラス参加した曲でもある。
5. まる木舟探検隊（0：16）
（編曲：山本正之）
演奏時間が極端に短い「短編シリーズ」の一曲。後に『あああ がらがら どんどんどん』でロングバージョンが歌われた。
6. 東京ラブマップ（3：57）
（編曲：藤原いくろう）
東京をややローカルな視点から歌った曲で、当時山本が住んでいた「中野坂上コーポラス」も歌われている。なお、当のコーポラスは鈴木俊一都知事の推進した開発計画により、皮肉にもアルバムを発売した1988年に遊歩道に変わってしまった。後に『才能の遺跡』にて、同じ曲調でニューヨークの町並みを歌った『ニューヨークラブマップ』が収録された。
7. 銀河熱風オンセンガー（4：18）
（編曲：田中公平/ナレーション：鈴置洋孝）
EP盤「おぢさんシンドローム」のB面。『J9シリーズ』へのオマージュで、山本が当時ファンクラブの機関誌『檸檬倶楽部』で連載していた同名小説の主題歌。冒頭に『銀河旋風ブライガー』の主題歌と同様のナレーションが入る。歌詞の中には日本全国各地の温泉の名称が歌われている。なお山本は過去に大病を患った際に病院の診断ミスを受け、医者に不信感を持った経験があり、その時の思いが温泉治療の歌詞に織り込まれている。
8. 正しい青春（復刻盤）（3：55）
（編曲：田中公平）
『あ～る』のイメージアルバムからの再録だが、『あ～る』の世界観に合わせる為に歌詞を変更していたものを戻した、オリジナル版。歌詞から想像される「青春」は1960年代のものであり、山本が敬愛する舟木一夫の歌う世界に通じる。
9. 究極超人あ～るのうた（3：16）
（編曲：神保正明/コーラス：よいこたち）
『あ～る』のイメージアルバムからの再録。『逆転イッパツマン』以来5年振りのヒーローソングである（「アニメの主題歌」そのものはその後も数本こなしている）。『タイムボカン』のパロディとしての側面もあり、冒頭に数字のカウントが降順だったものが昇順になっている。
10. チチカカ湖の謎（0：17）
（編曲：山本正之）
「短編シリーズ」。「まる木舟探検隊」と同様に『あああ がらがら どんどんどん』でロングバージョンが歌われた。
11. 元気のススメ（3：30）
（編曲：藤原いくろう）
日々の生活に疲れた人々への「元気」の曲。前半の沈んだ雰囲気を後半で「カラ元気でも元気」と吹き飛ばす曲調は、『機動警察パトレイバー』の漫画版で引用されている。
12. ボクの夏（4：21）
（編曲：藤原いくろう）
少年時代の山本の、幼馴染の女の子との思い出を優しく歌った曲で、ライブで歌われる事も多い人気曲。後に『正しい未来』において続編ともいえる『キミの夏』が収録された。なお、高田明美によるアルバムのジャケット（麦藁帽子を被った夏の日の少年）はこの曲「のみ」をイメージに描かれたものであり、全体的にコミックソングのイメージが強いアルバムには若干不釣合いでもある。